# Hustopeče
Hustopeče (niem. Auspitz) − miasto na Morawach, w Czechach, w kraju południowomorawskim, w powiecie Brzecław. Według danych z 31 grudnia 2003 powierzchnia miasta wynosiła 2 453 ha, a liczba jego mieszkańców 5 913 osób.
Miasto Hustopeče położone jest w południowo-wschodniej części Czech, w pobliżu granicy ze Słowacją. W pobliżu miejscowości znajduje się węzeł na autostradzie D2. Przez Hustopeče przebiega również linia kolejowa z Pragi do Bratysławy.
Urodziła się tutaj Ivana Plchotová, czeska siatkarka, reprezentantka kraju.

## Historia
Pierwsze wzmianki o Hustopečach pochodzą z połowy XIII wieku, okresu panowania dynastii Przemyślidów obejmującej Margrabstwo Moraw. W 1572 cesarz Maksymilian II nadał Hustopečom prawa miejskie. 
Miasto rozwinęło się dzięki licznym przywilejom targowym oraz winiarstwu - na początku XVII wieku 2/3 terenów rolnych stanowiły winnice.

## Demografia
| Rok             | 1970  | 1980  | 1991  | 2001  | 2003  |
| --------------- | ----- | ----- | ----- | ----- | ----- |
| Liczba ludności | 3 804 | 5 251 | 5 868 | 5 881 | 5 913 |

Źródło: Czeski Urząd Statystyczny